# 森達爾鎮區 (明尼蘇達州諾曼縣)
森達爾鎮區（英語：Sundal Township）是位於美國明尼蘇達州諾曼縣的一個行政鎮區。

## 地方資料
森達爾鎮區的面積為92.41平方千米，當中陸地面積為92.16平方千米，而水域面積為0.25平方千米。根據2020年美國人口普查的數據，當地共有人口152人，而人口密度為每平方千米1.64人。